# Lago Gebidumsee
O Lago Gebidumsee É um lago perto do Passo de Montanha Gebidum no município de Visperterminen, Valais, Suíça. Este lago não deve ser confundido com o reservatório de Gibidum Stausee.